# Fuad Abdurajmánov
Fuad Abdurajmánov (en azerí: Fuad Əbdürəhmanov; Shaki, Imperio ruso, 11 de mayo de 1915 - Bakú, Unión Soviética, 15 de junio de 1971) fue un escultor y pintor soviético de origen azerbaiyano.

## Datos biográficos
Alumno de la Escuela Estatal de Bellas Artes de Azerbaiyán de 1929 a 1932. Alumno de Iliá Repin y M. G. Manizer (en ruso: М. Г. Манизер) en Leningrado de 1935 a 1939 (pintura, escultura y arquitectura). Había comenzado a exponer en 1934. 
De 1942 a 1948 fue profesor en la Escuela de Arte de Azerbaiyán. 
Monumentos diseñados por él fueron erigidos en Kirovabad en 1946; Ulan Bator en 1954; y Omsk y Alma-Ata - ambos estatuas de Vladimir Lenin - en 1957. Sus trabajos han sido expuestos en India, Japón, Bulgaria y Yugoslavia.

## Obras
Entre las mejores y más conocidas obras de Fuad Abdurakhmanov se incluyen las siguientes:
- Monumento a Nezamí Ganyaví (bronce) en Ganja (antigua Kirovabad), 1946.
- Monumento a Nezamí Ganyaví en Bakú, 1949.
- Estatua de "Ruido" (bronce) en Galería Tretiakov en Moscú, 1950.
- Monumento busto de Horloogiyn Choybalsan en Sukhbaatar mármol en el lugar de enterramiento de Ulan Bator, 1954.
- Busto de Lenin, mármol, en Bakú, Museo de Azerbaiyán, 1955.
- Monumento a Lenin en Omsk, 1957;
- Monumento a Lenin en Alma-Ata, 1957;
- Estatua de la mujer liberada (Визволення) en Bakú, 1960.
- Monumento al escritor Samad Vurgun en Bakú , 1961.
- Monumento al poeta Rudakí en Dusambé, 1964.
- Monumento a Mehdi Huseynzade en Bakú, 1973